# 前川泰則
前川 泰則（まえかわ やすのり）は、日本の数学者。京都大学大学院理学研究科教授。日本学術振興会賞、春季賞等受賞。

## 人物・経歴
2004年京都大学総合人間学部卒業、北海道大学大学院理学研究科入学。2008年北海道大学大学院理学研究院数学部門博士課程修了、博士（理学）。同年九州大学大学院数理学研究院助教。2009年神戸大学大学院理学研究科数学専攻講師。2010年同准教授。2013年東北大学大学院理学研究科数学専攻幾何学講座准教授。2016年京都大学大学院理学研究科数学・数理解析専攻解析学講座准教授。2019年同教授。

## 受賞
- 2008年 日本数学会賞建部賢弘賞奨励賞[4]
- 2018年 日本数学会JMSJ論文賞[5]
- 2019年 春季賞[5]
- 2020年 日本学術振興会賞[5]